# МТ-25 (танк)
МТ-25 (аббр. от Мото-Танк весом 25 тонн) — аванпроект лёгкого колёсно-гусеничного танка, спроектированный инженерами Городковым и Стародубцевым. Чертёж танка был осуществлён после нового технического задания самого Сталина. Проектом МТ-25 заинтересовались. Он был рассмотрен, но никаких заключений по нему так и не было сделано, из-за чего и не был пущен в серию.

## Идея к созданию
Одной из основных проблем танков Т-70 и Т-80 заключалась в том, что у них был малый потенциал развития. Например, в конструкции танков широко использовались автомобильные агрегаты, не приспособленные к танковым нагрузкам. По этой причине боевая масса Т-70 не могла превысить 10 тонн, более позднего Т-80 —12 тонн. Это был предел этих танков, не позволявший ставить более мощное орудие или делать толще бронирование. Возможности форсирования силовой установки иссякли, а дальнейшее повышение массы оказалось чревато серьёзным ростом проблем с надёжностью.
Кроме того, Т-70 был очень небольшим. Для того чтобы сделать двухместную башню для Т-80, коллективу КБ ГАЗа им. Молотова во главе с Астровым пришлось приложить героические усилия. При этом ничего крупнее 45-мм пушки в качестве вооружения установить в танк было невозможно. Установка двухместной башни заметно осложнила обслуживание Т-80, а двигатель теперь находился в непосредственной близости от заряжающего. Из-за такой крайне неудачной компоновки руководство ГАБТУ КА весной 1943 года предпочло разработку Т-50.

Одно из возможных решений проблемы дальнейшего развития лёгких танков появилось в инициативном порядке. 24 февраля 1943 года Сталину пришло следующее письмо:
«Выполняя свой долг перед Советской Родиной в период ожесточенной и героической борьбы советского народа с немецко-фашистскими захватчиками за свою честь, свободу независимость, мы разработали в виде эскизного проекта новый тип боевой машины.
При разработке нового типа боевой машины мы руководствовались тем, что для Красной Армии необходимы боевые машины, обладающие:
1) Высокой скоростью машины;
2) Малой уязвимостью в смысле поражения;
3) Большим радиусом действия;
4) Внезапностью нападения на врага».
В то время в адрес ГАБТУ КА валом шли различные идеи по созданию новых лёгких танков. Например, ЛТП (Лёгкий Танк лейтенанта Проворнова), выглядел крайне интересно.
Между тем изобретение МТ-25 находилось в основной описи ГАБТУ КА. Это означало, что к нему проявлен повышенный интерес. Авторами предложения являлись инженеры Ф. Ф. Городков и А. И. Стародубцев из Челябинска. Чертёж был выполнен на заводе №200. Это предприятие, выделенное в 1941 году из завода №78, специализировалось на выпуске корпусов и башен для танков КВ, которыми обеспечивало ЧТЗ                   (Челябинский Тракторный Завод). Таким образом, инженеры завода №200 имели внушительный опыт. Возможно, поэтому изобретение Городкова и  Стародубцева обладало целым рядом интересных конструкторских решений.

## Описание конструкции

### Корпус

#### Описание
Как писали сами авторы в предисловии к эскизному проекту своего танка, при его проектировании они в основном пользовались технической литературой и руководствами по КВ-1 и Т-34. В чертах МТ-25 легко угадывается КВ-1. Лоб корпуса МТ-25 сохранил ступеньку, как у танков серии КВ, а башня представляла собой уменьшенную башню КВ-1. На этом необычные конструктивные решения в МТ-25 не заканчивались. У танка предполагались большие надгусеничные пространства, что было нетипичным решением для советских танков.
Крайне интересно выглядела конструкция корпуса. Завод №200 в начале 1943 года занимался модернизацией танка ИС-1 под названием КВ-13, при производстве которого массово использовалось литьё. Предполагалось, что большинство деталей танка МТ-25 будут выполнены литыми, подобно КВ-13. При этом, толщина брони предполагалась на уровне Т-34, ~40-45 мм. Авторы в документах часто сравнивали танк с Т-34, то есть со средним танком, хотя небольшая длина корпуса — 5,3 м., что всего на 10 см. больше, чем у Т-50, относит его к классу лёгких танков.
Танк имеет классическую компоновку, поэтому в нём также сохранились и три основных отделения:

#### Моторно-трансмиссионное отделение
Двигатель и трансмиссия находились в кормовой части корпуса, но трансмиссия размещалась впереди двигателя, благодаря этому удавалось сократить длину корпуса. Также это позволяло обслуживать коробку передач и фрикционы, не выходя из танка.
Кроме того, благодаря этому проще реализовывалась колёсная схема со всеми ведущими колёсами. Между тем существовал и другой похожий проект — БТ-СВ Цыганова. У него привод осуществлялся через систему карданных валов, а в  МТ-25 предлагалась шестерёночная передача, которая располагалась вдоль борта танка. Она занимала меньше места и была более надёжной. Кроме того, привод с её помощью осуществлялся сразу на все опорные катки, а не по отдельности.

#### Отделение управления
В передней части корпуса размещалось отделение управления. Подобно танкам серии КВ, в отделении размещались механик-водитель и стрелок-радист. Механик-водитель должен был осуществлять управление рычагами управления и педалями, подобно и другим советским танкам. Также, в  распоряжении механика-водителя есть небольшой смотровой лючок, как у КВ. В распоряжении стрелка-радиста — стандартная советская радиостанция 9-Р и пулемёт ДТ.

#### Боевое отделение
За счёт того, что корпус был схож с корпусом танков серии КВ объём боевого отделения у МТ-25 на чертежах получился большим. Кроме того у танка был достаточно широкий корпус — 2900 мм. На чертежах танка отсутствовали громоздкие элементы подвески в бортах внутри, подобно Т-34 с подвеской Кристи. Всё это делало боевое отделение достаточно большим. В надгусеничных пространствах предполагались ниши для боекомплекта танка.

### Башня
Башня проекта была схожа с башней КВ-1. Кроме того, чертёжный вариант погона башни диаметром в 1570 мм. позволял разместить трёх членов экипажа в башне: командир, наводчик и заряжающий. Также, в башне присутствовали небольшие ниши для снарядов.
По кругу располагались четыре смотровые щели, также по кругу башни располагались приборы наблюдения. В башне располагалось орудие со спаренным пулемётом, а также пулемёт в кормовой нише башни. На крыше башни располагался единственный лючок для выхода экипажа. Кроме того, на крыше башни над казёнником располагался вентилятор для отвода газов, который защищался бронеколпаком.

#### Наводчик
Сидение наводчика по проекту должно было располагаться справа от орудия. Наведение орудия осуществлялось с помощью шарнирного оптического прицела, который должен был размещаться в маске орудия справа от него.

#### заряжающий
Место заряжающего по плану должно было находится в задней части башни. В распоряжении заряжающего были обе ниши со снарядами. Также, заряжающий разделял обязанности стрелка кормового пулемёта.

#### командир
Командир танка должен был занимать место слева от казённика орудия. В его распоряжении был спаренный пулемёт и прибор наблюдения.

### Ходовая часть
Проект лёгкого танка завода №200 имел ряд принципиальных отличий от КВ-1 и Т-34. Особенно это касается концепции его ходовой части.

В предисловии к проекту она описывается так:
«Существующие конструкции танков представляют собой, главным образом, гусеничный танк с поднятыми вверх приводными звездочками и неприводными опорными катками.
Основной недостаток такого типа танков тот, что при разрушении гусеницы танк теряет способность передвигаться, хотя внутренние механизмы его остались невредимыми. В боевой обстановке остановка танка равносильна его гибели.
Новый тип боевой машины – мото-танк, предлагаемый нами, освобожден от указанных недостатков. Мото-танк представляет из себя колесную, а в случае необходимости и гусеничную машину, у которой все опорные катки приводные. В случае разрушения гусеничной цепи или части опорных катков, машина не теряет возможности передвигаться и может продолжать поражать противника, или, смотря по обстоятельствам, выйти из боя своим собственным ходом. Новая машина, таким образом, обладает свойством малой уязвимости ходовой части, она живет и движется до тех пор, пока действует ее мотор.
Существующие конструкции гусеничных боевых машин ограничены типом машин по скорости передвижения и маневра не превышающие 50 км/ч, и лишь в колесно-гусеничных машинах она доходит до предела 70–75 км/ч.
Предлагаемый новый тип боевой машины – мото-танк – использует ценное качество колесных машин – большую скорость передвижения и маневра. В случае движения на колесах мото-танк в состоянии развить скорость до 100 км/ч, а в среднем 40–45 км/ч.
По предлагаемому типу боевой машины могут быть сконструированы легкие, средние и тяжелые типы, так как конструктивные свойства настоящего типа машины «МТ» позволяют это. Следовательно, область применения предлагаемого типа машины «МТ» не ограничена и регулируется только стратегическими соображениями командования». 
Другими словами, предлагалась колёсно-гусеничная система подвески. Колёсный ход, по заявлению авторов, должен был стать основным. На сложных участках местности предполагалось использование вездеходных цепей от грузовика ЗИС-42. При этом, у танка поворотных колёс не было. МТ-25 должен был поворачивать как танк, то есть при помощи бортовых передач и фрикционов.
Помимо этого, на МТ-25, как и на КВ, предполагалось использование торсионной подвески, в отличие от свечной на Т-34 или БТ-СВ. Такое решение заметно сокращало объёмы, которые занимала ходовая часть внутри танка.
В проекте не предусматривались ведущие колёса, ленивцы и поддерживающие катки. Ходовая часть МТ-25 должна была состоять из шести сдвоенных опорных колёс диаметром 700 мм. на борт. Конструкция подвески предполагала шахматное расположение ведущих колёс.

### Двигатель и трансмиссия
В качестве силовой установки для МТ-25 был выбран В-2, V-образный 12-цилиндровый четырёхтактный дизельный танковый двигатель водяного охлаждения. Удельная мощность двигателя для МТ-25 достигала 24 л.с. на тонну.

### Вооружение
Танк предполагалось вооружить классическим для советских лёгких танков орудием 45-мм 20-К. Но объёма башни и размера погона могло хватить и на размещения внутри 57-мм пушки или 76-мм танкового орудия. Хоть и была возможна установка более мощной пушки, предполагалась именно установка орудия 45-мм (в документах числилось как 47-мм пушка), что также приравнивало МТ-25 к лёгким танкам. Предполагалась установка пулемёта ДТ, спаренного с пушкой. В виду большого объёма внутреннего отделения, у танка предполагался достаточно большой боекомплект  — 300 снарядов для орудия и 120 пулемётных дисков для ДТ.

## Судьба проекта
Проект МТ-25 был рассмотрен, но никаких заключений по нему так и не было сделано. В итоге танк дальше бумажного эскиза и чертежа не пошёл.

### Причина №1
С одной стороны, колёсная схема выглядела смелой и любопытной, с другой — машина получилась достаточно сложна для того времени. Выпускать танк с подобной компоновкой было трудозатратно и дорого. Все эти производственные проблемы и заставили оставить МТ-25 на стадии проекта. Но была и другая причина, более реальная.

### Причина №2
Несмотря на то, что концептуально танк укладывался в тактико-технические требования на новый лёгкий танк, параллельно шли и иные работы по другим проектам нового лёгкого танка или модификаций старых.
Одной из таких работ стала модернизация танка Т-50. Т-50 мог составить конкуренцию МТ-25. Сам по себе Т-50 был намного легче в производстве, чем МТ-25. Кроме того, существовал проект Т-50-2. Он отличался установкой 76-мм орудия вместо 45-мм. В ходе других чертёжных модификаций Т-50 стал превосходить МТ-25 по бронированию. Кроме того, после всех чертёжных работ Т-50 стал весить как МТ-25 — 25 т. Из-за простоты в производстве и имеющегося опыта в производстве предпочтения были отданы проектам по модернизации Т-50, а проект МТ-25 — был закрыт полностью.

## В массовой культуре

### Моделизм
Модель танка МТ-25 в масштебе 1/35 с 2021 года выпускает фирма WeBuildTanks. До 2021 в сети встречалось множество самодельных работ.

### В игровой индустрии
МТ-25 представлен в играх World of Tanks и World of Tanks Blitz. В обоих играх танк расположен на VI уровне в ветке Т-100 ЛТ. Танк в игре и его реальный чертёж и словесное описание немного расходятся. Например, в игре, помимо 45-мм орудия, возможна так и неосуществлённая установка орудий 57-мм и 76-мм. В танк возможна установка несуществующего двигателя В-16. Кроме того, внутри танка, в надгусеничных нишах, где в проекте была предусмотрена установка боекомплекта, устанавливаются топливные баки, а большая часть боекомплекта располагалась на днище корпуса.
Кроме того, в World of Tanks Blitz предусмотрена установка башни от Т-34М  и несуществующих 45-мм и 57-мм орудий С-20 и С-10 соответственно.

## Смотрите также
- Т-50
- Т-70
- Серия танков КВ
- БТ ИС
- Т-80
- ЛТП
- ЛТТБ